# Romii din Ungaria
Romii din Ungaria sunt cel mai numeros grup etnic minoritar din Ungaria, cu o pondere de 3,16% din totalul populației stabile, conform recensământului din 2011. În cifre absolute, la recensământul din anul 2011 au fost înregistrate în Ungaria 315.583 de persoane de etnie romă.

## Istorie

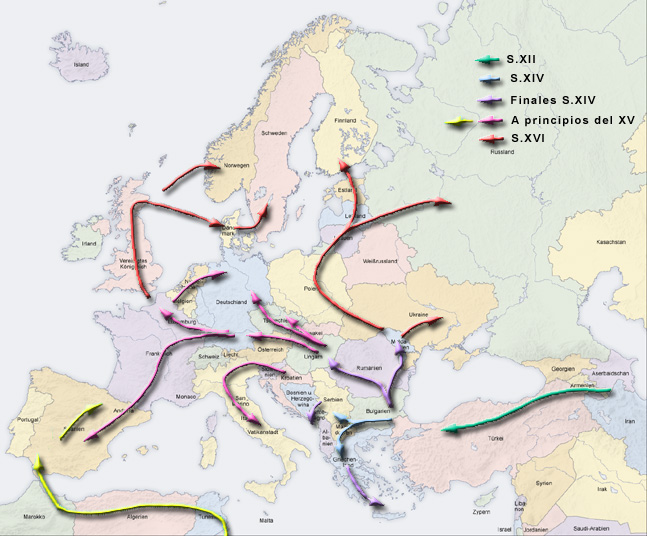
Pătrunderea romilor în Europa

Țiganii au ajuns în Regatul Ungariei în secolele al XIV-lea–al XV-lea, refugiindu-se în urma cucerii Peninsulei Balcanice de către otomani. Prima prezență a romilor în Ungaria medievală a fost înregistrată într-o scrisoare a lui Mircea cel Bătrân în autonomia Țării Făgărașului; Viștea de Jos, Viștea de Sus și Arpașu de Jos fiind localități colonizate de romi. De asemenea, și în Brașov se dezvoltase deja o comunitate de romi. După cucerirea Ungariei centrale de către turci, mulți romi au emigrat în alte zone ale Europei.
În secolul al XVIII-lea împărăteasa Maria Terezia (care era și regină a Ungariei) a interzis folosirea denumiri maghiare de „Cigány” și a celei germane de „Zigeuner” (ambele traductibile prin „țigan”), înlocuindu-le cu termenul maghiar „Új magyar” („nou maghiar”). De asemenea ea a interzis căsătoriile aranjate între copii, specifice comunității rome, copiii fiind luați și crescuți în familii burgheze și țărănești. Iosif al II-lea a interzis ulterior folosirea limbii romani, romii renunțând la ea în favoarea limbii maghiare, și astfel a început un proces rapid de asimilare. În al Doilea Război Mondial, circa 28.000 de romi au fost uciși în Ungaria.

## Demografie

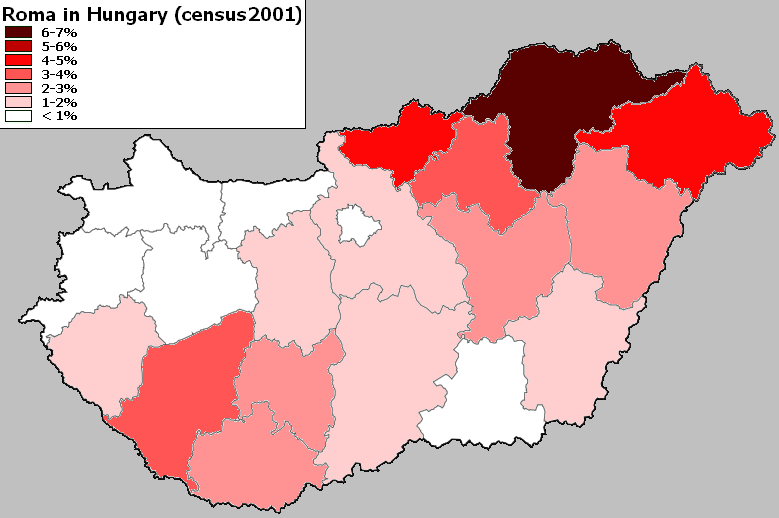
Ponderea romilor în comitatele Ungariei

Cu toate că populația Ungariei se confruntă cu o îmbătrânire demografică și cu un spor natural de −2,1%, minoritatea romă este în continuă creștere, fiind caracterizată de o populație foarte tânără. Județele cu cel mai mare număr de romi sunt: Borsod-Abaúj-Zemplén (45.525) și Szabolcs-Szatmár-Bereg (25.612).În 2001, 205.720 de cetățeni maghiari, iar în 2011, 315.583 (inclusiv cetățenii maghiari din afara granițelor Ungariei) s-au declarat de etnie romă. Organizațiile romilor au estimat că în Ungaria ar trăi de fapt între 450.000 și 1.000.000 de romi.

## Limbă

Dialectele limbii romani

92% din romii din Ungaria folosesc ca limbă maternă maghiara. Restul de 8% vorbesc și dialectul central-sudic al limbii romani.

## Activitate
Deoarece romii erau considerați o populație defavorizată, problema lor nu este o problemă despre rasă, limbă sau naționalitate ea reprezentând mai mult o problemă socială. Deși s-a dorit o integrare a romilor cât mai rapidă, aceasta a durat vreo treizeci de ani. Sedentarizarea lor are loc în condiții reale ca și ocupare a forței de muncă. Rămân câteva familii de căldărari spoitori care au rezistat presiunilor administrative.

## Cultură
În anul 1979 doar 20-30 la sută dintre copii romi frecventau o grădiniță, deoarece lupta pentru supraviețuire fiind mai importantă. Pregătirea școlară din școala primară fiind catastrofală explică numărul mic de elevi romi din școlile superioare. În liceele maghiare studiau în anul 1993 un total de 4876 de romi. Cele mai mari problemele școlare ale romilor în domeniul educației apărând din grădiniță dar și din școlile primare.

## Personalități
- Elek Bacsik
- János Balogh⁠(hu)[traduceți]
- János Balázs⁠(hu)[traduceți]
- Margit Bangó⁠(hu)[traduceți]
- Károly Bari⁠(hu)[traduceți]
- David Beeri
- János Bihari
- Iva Bittová
- János Bogdán⁠(hu)[traduceți]
- József Boldizsár⁠(hu)[traduceți]
- Flórián Botos
- Robi Botos
- József Choli Daróczi⁠(hu)[traduceți]
- György Cziffra
- Panna Czinka
- Júlia Csiki⁠(hu)[traduceți]
- Pista Dankó
- Dávid Daróczi
- Peter Demeter
- Kálmán Dráfi⁠(hu)[traduceți]
- Flórián Farkas⁠(hu)[traduceți]
- János Farkas⁠(hu)[traduceți]
- Mihály Fátyol⁠(hu)[traduceți]
- Károly Fátyol⁠(hu)[traduceți]
- Győző Gáspár⁠(hu)[traduceți]
- László Gáspár⁠(hu)[traduceți]
- József Holdosi
- Lívia Járóka
- Tamás Jónás⁠(hu)[traduceți]
- Csaba Kállai⁠(hu)[traduceți]
- Ernő Kállai⁠(hu)[traduceți]
- Norbert Kalucza
- Orbán Kolompár⁠(hu)[traduceți]
- Félix Lajkó⁠(hu)[traduceți] (parțial)
- Marcia Nicole Lakatos (Barandshay)
- Menyhért Lakatos⁠(hu)[traduceți]
- Sándor Lakatos
  - Roby Lakatos
- Zoltán Mága⁠(hu)[traduceți]
- Gyula Maka⁠(hu)[traduceți]
- Ferenc Molnár⁠(hu)[traduceți]
- Viktória Mohácsi
- Mónika Juhász Miczura
- Mary Notar
- Ibolya Oláh
- Béla Osztojkán⁠(hu)[traduceți]
- Oszkár Ökrös⁠(hu)[traduceți]
- Aladár Pege
- Tamás Péli⁠(hu)[traduceți]
- István Pisont⁠(hu)[traduceți]
- Aladár Rácz⁠(hu)[traduceți]
- Jancsi Rigó
- Sándor Rostás⁠(hu)[traduceți]
- György Rostás-Farkas⁠(hu)[traduceți]
- Ferenc Snétberger⁠(hu)[traduceți]
- Béla Szakcsi Lakatos⁠(hu)[traduceți]
- István Szentandrássy⁠(hu)[traduceți]
- Ilona Varga⁠(hu)[traduceți]
- Mariska Veres
- Lajos Veres

## Vezi și
- Țigani
- Limba romani
- Băieși